# Escuela Politécnica Federal de Lausana
La Escuela Politécnica Federal de Lausana (EPFL; en francés, École polytechnique fédérale de Lausanne) es una universidad de Lausana, Suiza. 

## Descripción
La escuela fue fundada por el Consejo Federal suizo con los siguientes objetivos:
- Formar ingenieros y científicos.
- Ser un centro nacional de excelencia en ciencia y tecnología.
- Ser punto de interacción entre la comunidad científica y la industria.

Existe una institución similar en la parte germanoparlante de Suiza: Eidgenössische Technische Hochschule Zürich (ETH Zúrich o ETHZ).

## Escuelas, secciones, institutos, laboratorios y centros

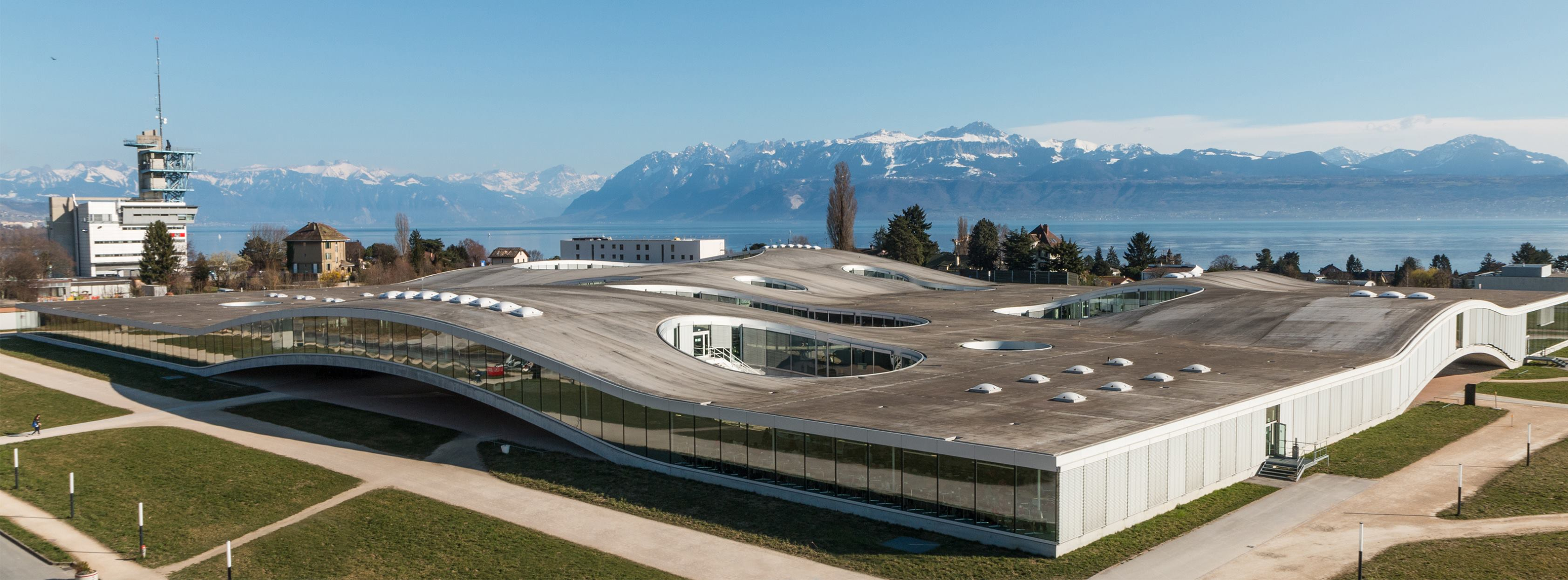
El Centre d'Aprenentatge Rolex (centro de aprendizaje de la EPFL), 2017

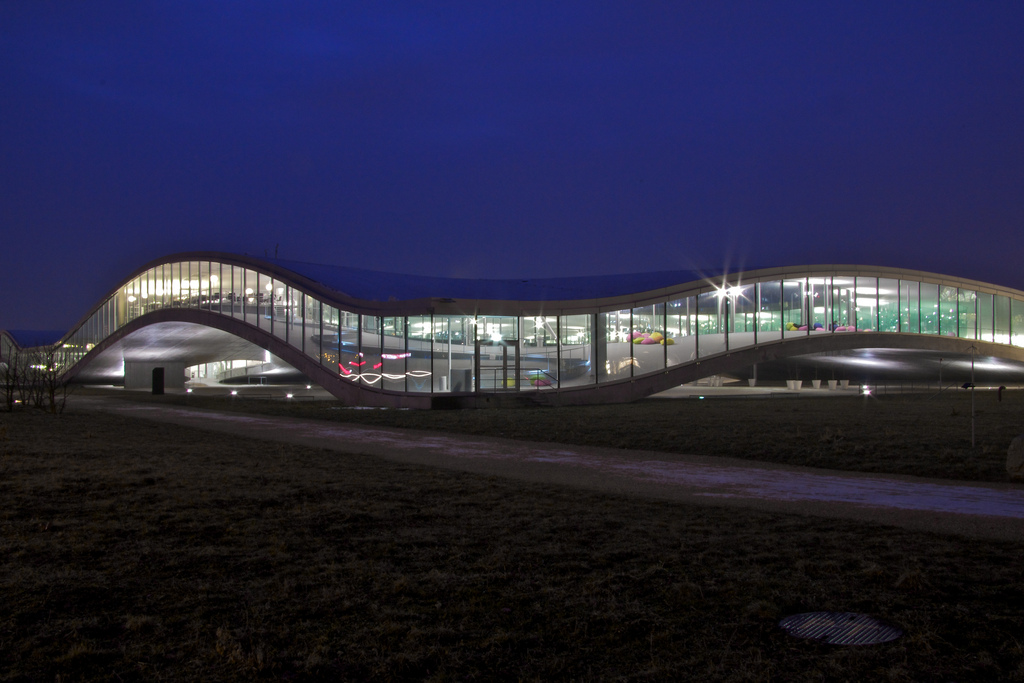
Fachada del Centre d'Aprenentatge Rolex al anochcer

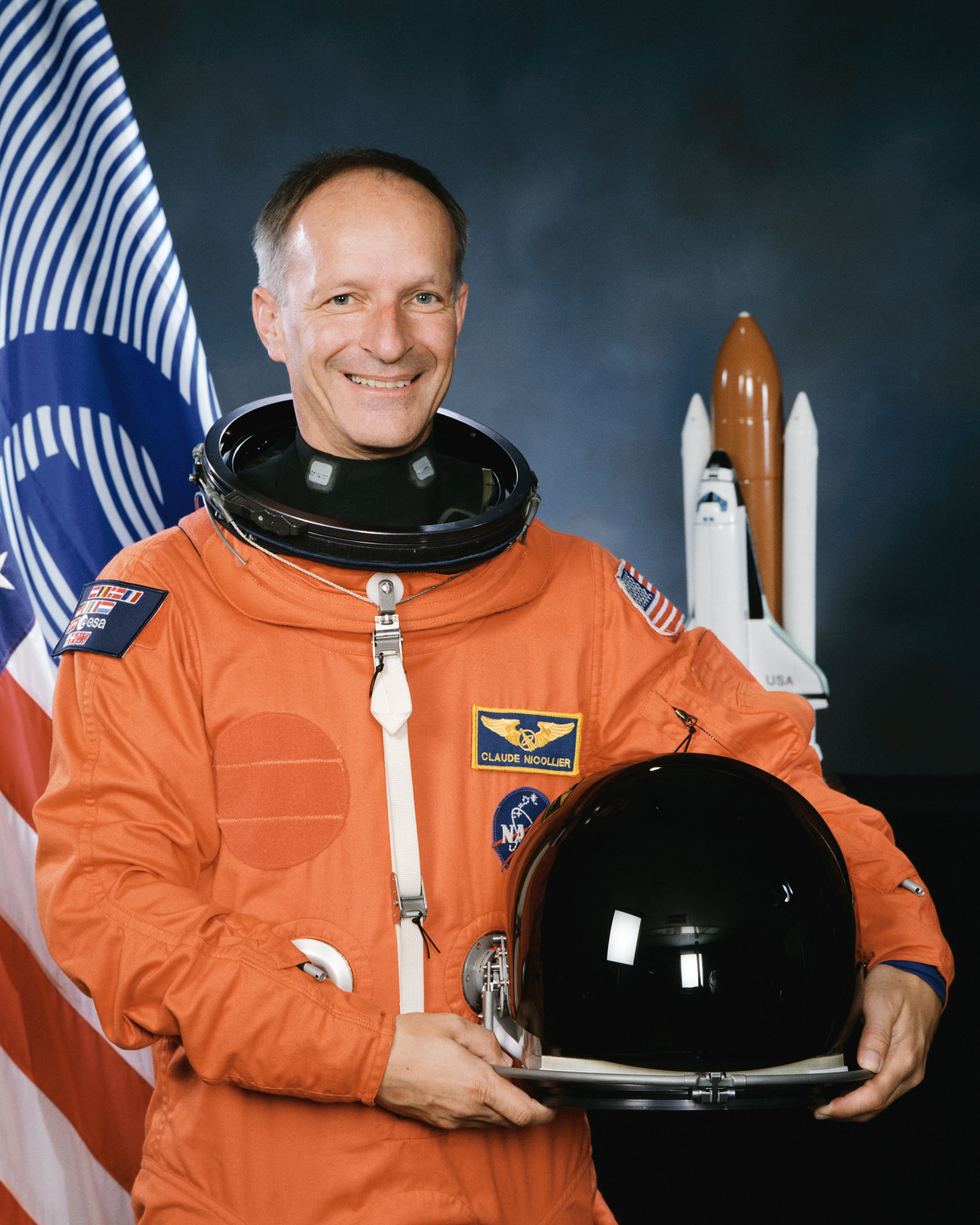
Claude Nicollier, exastronauta y profesor de Tecnología Espacial en la EPFL

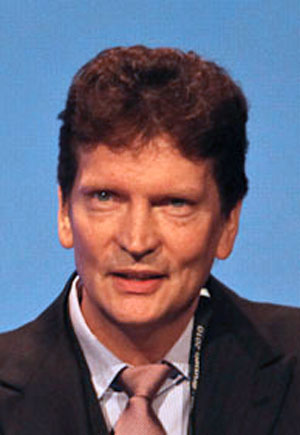
Henry Markram, fundador del Brain Mind Institute y director del programa de neurociencias, EPFL

La EPFL está constituida por las siguientes escuelas:
- SB (Sciences de base – ciencias base) matemáticas, física y química
  - Instituto de análisis y computación científica (IACS, Jacques Rappaz)
  - Instituto de ciencias e ingeniería química (ISIC, Hubert Girault)
  - Instituto de matemáticas (IMA, Stephan Morgenthaler)
  - Instituto de geometría, álgebra y topología (IGAT, Jacques Thévenaz)
  - Instituto de física de energía y partículas (IPEP, Minh Quang Tran)
  - Instituto de física de la materia compleja (IPMC, László Forró)
  - Instituto de física de las nanoestructuras (IPN, Jean-Philippe Ansermet)
  - Instituto de fotónica y electrónica cuántica (IPEQ, Benoît Deveaud-Plédran)
  - Instituto de física teórica (ITP, Alfonso Baldereschi)
  - Instituto de física computacional de la materia condensada (IRRMA, Alfonso Baldereschi)
  - Instituto de matemáticas B (IMB, Eva Bayer Fluckiger)
  - Centro interdisciplinar para la microscopía electrónica (CIME, Philippe Buffat)
  - Centro para la investigación de física del plasma (CRPP, Minh Quang Tran)
  - PRN fotónica cuántica (PRN-QP, Benoît Deveaud-Plédran)
  - Centro Bernoulli (CIB, Tudor Ratiu)

- STI (Sciences et techniques de l'ingénieur – Ciencias y técnicas del ingeniero) Ingeniería mecánica, Microingeniería, Ciencia de los materiales
  - Instituto de ciencias de la energía (ISE, Daniel Favrat)
  - Instituto de ingeniería biomédica (IGBM, Nikolaos Stergiopulos)
  - Instituto de ingeniería de sistemas (I2S, Dario Floreano)
  - Instituto de microelectrónica y microsistemas (IMM, Mihai Adrian Ionescu)
  - Instituto de materiales (IMX, Karen Scrivener)
  - Instituto de imagen y óptica aplicadas (IOA, René Salathé)
  - Instituto de sistemas de manufactura y robótica (IPR, Jacques Jacot)
  - Instituto of transmisiones, ondas y fotónica (ITOP, Juan Ramon Mosig)
  - Instituto of procesado de la señal (ITS, Murat Kunt)
  - Centro de micronanotecnología (CMI, Philippe Renaud)
  - Centro espacial (CTS, Roland Siegwart)

- ENAC (Environnement naturel, architectural et construit – Arquitectura e ingeniería civil y del medio ambiente) arquitectura, ingeniería civil, Ingeniería y ciencias del medio ambiente (ingeniería agrícola)
  - Instituto de arquitectura (IA, Claude Morel)
  - Instituto de ingeniería de estructuras (IS, Ian Smith)
  - Instituto de diseño y planificación urbana y regional (INTER, François Golay)
  - Instituto de infraestructuras, recursos y medio ambiente (ICARE, Jean-Louis Scartezzini)
  - Instituto de ciencias y tecnologías del medio ambiente (ISTE, Marc Parlange)

- I&C (Informatique et communications – Ciencias de la información y de la comunicación) ingeniería informática y telecomunicación
  - Instituto de ciencias de la computación fundamentales (IIF)
    - Laboratorio de sistemas de información distribuida (LSIR, Karl Aberer)
    - Laboratorio de inteligencia artificial (LIA, Boi Faltings)
    - Laboratorio de programación distribuida (LPD, Rachid Guerraoui)
    - Laboratorio de métodos de programación 1 (LAMP1, Martin Odersky)
    - Laboratorio de sistemas distribuidos (LSR, André Schiper)
    - Laboratorio de algoritmia (ALGO, Mohammad Amin Shokrollahi)
    - Laboratorio de bases de datos (LBD, Stefano Spaccapietra)
    - Laboratorio de modelado sistémico (LAMS, Alain Wegmann)
    - Laboratorio de sistemas operativos (LABOS, Willy Zwaenepoel)
    - Laboratorio de modelos y teoría de la computación (MTC, Thomas Henzinger)
    - Laboratorio de teoría y aplicación de algoritmos (LTAA, Monika Henzinger)

  - Instituto de computación y sistemas multimedia (ISIM)
    - Laboratorio de neurociencia computacional (LCN, Wulfram Gerstner)
    - Laboratorio de sistemas periféricos (LSP, Roger Hersch)
    - Laboratorio de arquitectura de procesadores (LAP, Paolo Ienne)
    - Laboratorio de redes de ordenadores (LTI, Claude Petitpierre)
    - Laboratorio de realidad virtual (VRLAB, Daniel Thalmann)
    - Laboratorio de visión por computador (CVLAB, Pascal Fua)
    - Laboratorio de sistemas integrados (LSI1, Giovanni De Micheli)

  - Instituto de sistemas de comunicación (ISC)
    - Laboratorio de sistemas no lineales (LANOS, Martin Hasler)
    - Laboratorio de comunicaciones y aplicaciones de computadoras 1 (LCA1, Jean-Pierre Hubaux)
    - Laboratorio de comunicaciones y aplicaciones de computadoras 2 (LCA2, Jean-Yves Le Boudec)
    - Laboratorio de comunicaciones y aplicaciones de computadoras 3 (LCA3, Patrick Thiran)
    - Laboratorio de comunicaciones y aplicaciones de computadoras 4 (LCA4, Matthias Grossglauser)
    - Laboratorio de comunicaciones móviles (LCM, Bixio Rimoldi)
    - Laboratorio de comunicaciones audiovisuales 1 (LCAV1, Martin Vetterli)
    - Laboratorio de teoría de la información (LTHI, Emre Telatar)
    - Laboratorio de teoría de la comunicación (LTHC, Rüdiger Urbanke)
    - Laboratorio de criptografía y seguridad (LASEC, Serge Vaudenay)
    - Laboratorio de sistemas de información y comunicación (LICOS, Suhas Diggavi)

  - Centro de información móvil y sistemas de comunicación (MICS, Karl Aberer)
  - Centro de sistemas digitales avanzados (CSDA, Paolo Ienne)
  - Centro de proceso de información neural (CTIN, Wulfram Gerstner)
  - Centro de computación global (CGC, Martin Rajman)

- SV (Sciences de la vie – Ciencias de la vida) ciencias de la vida
  - Instituto del cerebro y la mente (BMI, Pierre Magistretti)
  - Instituto de biociencia integral (IBI, Alan Hubbell Jeffrey)
  - Instituto suizo para la investigación experimental sobre el cáncer (ISREC, Michel Aguet)
  - Centro de neurociencia y tecnología (CNT, Henry Markram)
  - Centro de estudio de sistemas vivos (CAV, Marcel Gyger)

- CDM (Collège du Management de la Technologie et Entrepreneuriat – Colegio de administración de la tecnología y la empresa)
  - Programa de administración de la tecnología y la empresa (CDM-PMTE, Christopher Tucci)
  - Instituto de logística, economía y administración de la tecnlogía (ILEMT, Dominique Foray)
  - Administración de la tecnología EPFL - UNIL (CMT, Francis-Luc Perret)

- CdH (Collège des humanités – Sociología y humanidades)
  - Programa de ciencias humanas y sociales (CDH-SHS, Eric Junod)

## Enlaces relacionados
- GNUWin